# Едуард Лу
Едуард Цанг Лу (на традиционен китайски: 盧傑, на опростен китайски: 卢杰, на пинин: Lú Jié) е американски физик и астронавт, ветеран от две мисии на Спейс Шатъл и продължителен престой на Международната космическа станция.
Лу е израснал в Уебстър, щата Ню Йорк и там е завършил средното си образование. По-късно взима диплома за Електрическо инженерство от университета Корнел и докторска степен по приложна физика от Станфордския университет през 1989 г.
Лу е специалист по слънчева физика и работи в Института по астрономия в Хонолулу, преди да бъде избран за селекцията на НАСА за 1994 г. Той лети на мисиите STS-84 през 1997 г. и STS-106 през 2000 г. По време на тези мисии Лу прави шестчасова космическа обиколка, докато се занимава с доизграждане на МКС. Астронавтът прекарва шест месеца на борда на Международната космическа станция по време на Експедиция 7 заедно с руския космонавт Юрий Маленченко.
| Космически полети на Едуард Лу                                       | Космически полети на Едуард Лу | Космически полети на Едуард Лу | Космически полети на Едуард Лу | Космически полети на Едуард Лу       |
| №                                                                    | Дата                           | КК                             | Функции                        | Продължителност                      |
| -------------------------------------------------------------------- | ------------------------------ | ------------------------------ | ------------------------------ | ------------------------------------ |
| 1                                                                    | 5 май 1997                     | „Атлантис“ STS-84              | Специалист на мисията          | 9 денонощия 5 часа 20 мин 47 сек.    |
| 2                                                                    | 8 септември 2000               | „Атлантис“STS-106              | Специалист на мисията          | 11 денонощия 19 часа 12 мин 15 сек.  |
| 3                                                                    | 26 април 2003                  | „Союз ТМА-2“                   | Бординженер                    | 184 денонощия 22 часа 46 мин 28 сек. |
| Сумарно време в космоса – 205 денонощия 23 часа 19 мин и 30 секунди. |                                |                                |                                |                                      |

На 10 август 2007 г. д-р Лу обявява, че напуска НАСА, за да работи в Google.